# Гойя (премия, 2010)
XXIV церемония вручения премии «Гойя» состоялась 14 февраля 2010 года в мадридском Дворце конгрессов. Ведущий — Андреу Буэнафуэнте.

## Номинации

### Главные премии
| Лучший фильм | Лучший режиссёр |
| --- | --- |
| - Камера 211. Зона / Celda 211 - Агора / Agora - Танцовщица и вор / El baile de la victoria - Тайна в его глазах / El secreto de sus ojos                                                                                | - Даниэль Монсон — Камера 211. Зона / Celda 211 - Алехандро Аменабар — Агора / Agora - Фернандо Труэба — Танцовщица и вор / El baile de la victoria - Хуан Хосе Кампанелья — Тайна в его глазах / El secreto de sus ojos |
| Лучший актёр | Лучшая актриса |
| - Луис Тосар — Камера 211. Зона / Celda 211 - Жорди Молья — Консул Содома / El cónsul de Sodoma - Рикардо Дарин — Тайна в его глазах / El secreto de sus ojos - Антонио де ла Торре — Толстяки / Gordos                  | - Лола Дуэньяс — Я тоже / Yo, también - Рейчел Вайс — Агора / Agora - Пенелопа Крус — Разомкнутые объятия / Los abrazos rotos - Марибель Верду — Тетро / Tetro |
| Лучший актёр второго плана | Лучшая актриса второго плана |
| - Рауль Аревало — Толстяки / Gordos - Карлос Бардем — Камера 211. Зона / Celda 211 - Антонио Ресинес — Камера 211. Зона / Celda 211 - Рикардо Дарин — Танцовщица и вор / El baile de la victoria                         | - Марта Этура — Камера 211. Зона / Celda 211 - Вики Пенья — Консул Содома / El cónsul de Sodoma - Пилар Кастро — Толстяки / Gordos - Вероника Санчес — Толстяки / Gordos |
| Лучший оригинальный сценарий | Лучший адаптированный сценарий |
| - Агора / Agora — Алехандро Аменабар и Матео Хиль - После / After — Рафаэль Кобос и Альберто Родригес Льибреро - Толстяки / Gordos — Даниэль Санчес Аревало - Разомкнутые объятия / Los abrazos rotos — Педро Альмодовар | - Камера 211. Зона / Celda 211 — Хорхе Геррикаэчеваррия и Даниэль Монсон - Танцовщица и вор / El baile de la victoria — Антонио Скармета, Фернандо Труэба и Хонас Труэба - Консул Содома / El cónsul de Sodoma — Мигель Далмау, Мигель Анхель Фернандес, Хоакин Горрис и Сигфрид Монлеон - Тайна в его глазах / El secreto de sus ojos — Хуан Хосе Кампанелья и Эдуардо Сачери |
| Лучший мужской актёрский дебют | Лучший женский актёрский дебют |
| - Альберто Амманн — Камера 211. Зона / Celda 211 - Фернандо Альбису — Толстяки / Gordos - Горка Очоа — Лох / Pagafantas - Пабло Пинеда — Я тоже / Yo, también                                                            | - Соледад Вильямиль — Тайна в его глазах / El secreto de sus ojos - Бланка Ромеро — После / After - Летисия Эрерро — Толстяки / Gordos - Наусикаа Боннин — Три дня с семьёй / Tres dies amb la família |
| Лучший иностранный фильм на испанском языке | Лучший европейский фильм |
| - Тайна в его глазах / El secreto de sus ojos • Аргентина - Досон, заключенный № 10 / Dawson Isla 10 • Чили - Гигант / Gigante • Уругвай - Молоко скорби / La Teta Asustada • Перу                                       | - Миллионер из трущоб / Slumdog Millionaire • Великобритания - Класс / Entre les murs • Франция - Впусти меня Låt den rätte komma in / • Швеция - Бобро поржаловать / Bienvenue chez les Ch’tis • Франция |
| Лучший режиссёрский дебют | Лучший мультипликационный фильм |
| - Мар Колль — Три дня с семьёй / Tres dies amb la família - Давид Планель — Стыд / La vergüenza - Борха Кобеага — Лох / Pagafantas - Антонио Наарро и Альваро Пастор — Я тоже / Yo, también                              | - Планета 51 / Planet 51 - Animal Channel - Pérez, el ratoncito de tus sueños 2 - Cher ami |

### Другие номинации
| Лучшая операторская работа | Лучший монтаж |
| --- | --- |
| - Агора / Agora — Шави Хименес - После / After — Алекс Каталан - Камера 211. Зона / Celda 211 — Карлес Гуси - Тайна в его глазах / El secreto de sus ojos — Феликс Монти | - Камера 211. Зона / Celda 211 — Мапа Пастор - Агора / Agora — Начо Руис Капильяс - Толстяки / Gordos — Давид Пинильос и Начо Руис Капильяс - Танцовщица и вор / El baile de la victoria — Кармен Фриас                                                                       |
| Лучшая работа художника | Лучший продюсер |
| - Агора / Agora — Гай Хендрикс Дайас - Камера 211. Зона / Celda 211 — Антон Лагуна - Танцовщица и вор / El baile de la victoria — Вероника Эстудильо - Тайна в его глазах / El secreto de sus ojos — Марсело Понт | - Агора / Agora — Хосе Луис Эсколар - Камера 211. Зона / Celda 211 — Алисия Тельерия - Че / Che Part 2: Guerrilla — Кристина Сумаррага - Танцовщица и вор / El baile de la victoria — Эдуардо Кастро                                                                          |
| Лучший звук | Лучшие спецэффекты |
| - Камера 211. Зона / Celda 211 — Серхио Бурманн, Хайме Фернандес и Карлос Фаруоло - Агора / Agora — Питер Глоссоп и Гленн Фримантл - Танцовщица и вор / El baile de la victoria — Пьер Гамет, Начо Ройо-Вильянова и Пелайо Гутьеррес - Карта звуков Токио / Map of the Sounds of Tokyo — Айтор Беренгер, Марк Ортс и Фабиола Ордойо | - Агора / Agora — Крис Рейнольдс и Феликс Берже - Камера 211. Зона / Celda 211 — Рауль Романильос и Гильермо Орбе - Репортаж 2 / REC 2 — Сальвадор Сантана и Алекс Вильяграса - Очень испанское кино / Spanish Movie — Пау Коста и Льюис Кастельс                             |
| Лучшие костюмы | Лучший грим |
| - Агора / Agora — Габриэлла Пескуччи - Танцовщица и вор / El baile de la victoria — Лала Уэте - Консул Содома / El cónsul de Sodoma — Кристина Родригес - Разомкнутые объятия / Los abrazos rotos — Сония Гранде | - Агора / Agora — Джен Сьюэлл и Сюзанна Стоукс-Мантон - Камера 211. Зона / Celda 211 — Ракель Фидльго и Инес Родригес - Консул Содома / El cónsul de Sodoma — Хосе Антонио Санчес и Пакита Нуньес - Разомкнутые объятия / Los abrazos rotos — Ана Лосано и Массимо Гаттабруси |
| Лучшая музыка | Лучшая песня |
| - Разомкнутые объятия / Los abrazos rotos — Альберто Иглесиас - Агора / Agora — Дарио Марианелли - Камера 211. Зона / Celda 211 — Роке Баньос - Тайна в его глазах / El secreto de sus ojos — Федерико Хусид | - Yo también Жиля Милкивея — Я тоже / Yo, también - Agallas vs. Escamas Уго Сильвы — Кишечник / Agallas - Stick It to the Man Тома Кота — Планета 51 / Planet 51 - Spanish Song Аламеда До Соулна — Очень испанское кино / Spanish Movie                                      |
| Лучший короткометражный фильм | Лучший короткометражный мультипликационный фильм |
| - Dime que yo - La Tama - Lala - Terapia | - Женщина и смерть / La Dama y la Muerte - Alma - Маргарита / Margarita - Tachaaan! |
| Лучший документальный фильм | Лучший короткометражный документальный фильм |
| - Garbo, el hombre que salvó el mundo - Cómicos - La mirada de Ouka Leele - Últimos testigos:Fraga Iribarne — Carrillo, comunista | - Flores de Ruanda - Doppelgänger - En un lugar del cine - Luchadoras |

## Премия «Гойя» за заслуги
- Антонио Мерсеро